# إلمر بيرنشتاين
إلمر بيرنشتاين (بالإنجليزية: Elmer Bernstein)‏ ، من مواليد 4 أبريل 1922م، وتوفي في 18 أغسطس 2004م، يعد الموسيقي الأول في عالم السينما، حصل على عدة جوائز، ومنها جائزة ألمانيا مرتين، وجائزة غولدن جلوبز مرتين .

## أعماله
عمل أداء موسيقيا في جميع الأفلام الذي شارك إلمر فيها .
- The Age of Innocence (1993)
- بعيدا عن الجنة (فيلم) (2002)
- The Great Escape (1963)
- Hawaii (1966)
- The Man with the Golden Arm (1955)
- Summer and Smoke (1961)
- الرائحة الحلوة للنجاح (1957)
- الوصايا العشر (فيلم 1956) (1956)
- Walk on the Wild Side (1962)

## وفاته
توفي المر في 18 أغسطس 2004 في ولاية كاليفورنيا، وبالتحديد من محافظة أوجاي، وكانت أخبار بي بي سي البريطانية أول من أذاعته الوفاة بعد يوم من هلاكه .

## وصلات خارجية
- الموقع الرسمي
- إلمر بيرنشتاين على موقع IMDb (الإنجليزية)
- إلمر بيرنشتاين على موقع الموسوعة البريطانية (الإنجليزية)
- إلمر بيرنشتاين على موقع ألو سيني (الفرنسية)
- إلمر بيرنشتاين على موقع ميوزك برينز (الإنجليزية)
- إلمر بيرنشتاين على موقع تيرنر كلاسيك موفيز (الإنجليزية)
- إلمر بيرنشتاين على موقع أول موفي (الإنجليزية)
- إلمر بيرنشتاين على موقع بوكس أوفيس موجو (الإنجليزية)
- إلمر بيرنشتاين على موقع قاعدة بيانات برودواي على الإنترنت (الإنجليزية)
- إلمر بيرنشتاين على موقع قاعدة بيانات الأفلام السويدية (السويدية)
- إلمر بيرنشتاين على موقع إن إن دي بي (الإنجليزية)
- SWF movie with soundtracks
- Discography at SonyBMG Masterworks
- Fan website
- BernsteinWest.com
- Meatballs Movie Website

وفيات:2004